# اتنبرگ، لویر اتریش
اتنبرگ، لویر اتریش (به آلمانی: Altenburg, Lower Austria) یک سکونتگاه مسکونی در اتریش است که در Horn District واقع شده‌است.